# 阿靈阿 (鈕祜祿氏)
阿靈阿（穆麟德轉寫：Alingga；1670年代1670年至1673年间—1716年） ，清朝大臣，鈕祜祿氏，滿洲鑲黃旗人，遏必隆嫡子、第七子。曾為領侍衛內大臣、理藩院尚書。

## 簡介
他是遏必隆第三位妻子巴雅拉氏所生，是第七子，亦是最年幼的儿子。除遏必隆第四女为他同母姐妹外，其余皆为同父异母的兄弟姐妹。孝昭仁皇后、温僖贵妃为异母姐姐。异母兄尹德出生于康熙九年（1670年），阿靈阿当出生其后，以及父亲遏必隆逝世的1673年之间。妻子乌雅氏是康熙帝德妃胞妹:236，249、雍正帝姨妈。
初任侍衛，兼佐領。康熙二十五年（1686年），因异母兄長法喀有過失，改由阿靈阿繼承了遏必隆的一等公爵位，授散秩大臣，擢鑲黃旗滿洲都統。姐姐溫僖貴妃逝世时，殯朝陽門外，阿靈阿舉家在殯所持喪。
阿靈阿與法喀素來不睦，欲致法喀於死，於是散佈流言蜚語誣害法喀。法喀向康熙帝進言，康熙帝震怒，奪阿靈阿職，仍留公爵。不久授一等侍衛，累遷正藍旗蒙古都統，擢領侍衛內大臣、理藩院尚書。四十七年，因與揆敘、王鴻緒等密議推舉允禩為皇太子，被嚴厲譴責。五十五年，卒。
雍正帝即位，深恨姨夫阿靈阿與揆敘昔年支持允禩為皇太子，將阿靈阿墓碑改刻為「不臣不弟暴悍貪庸阿靈阿之墓」，揆敘墓碑改刻為“不忠不孝陰險柔佞揆敘之墓”。
子阿爾松阿，女果毅親王允禮嫡福晉。